# اودورهیو سکویس
شهر اودورهیو سکویس (به رومانیایی: Odorheiu Secuiesc) در شهرستان هرگیتا در کشور رومانی واقع شده‌است. جمعیت این شهر ۳۶٬۹۲۶ نفر  است.